# Belagerung von Grüningen (1440)
Etzel · Pfäffikon · Grüningen I · Freienbach · Blickensdorf · Hirzel · Bremgarten · Regensberg · Grüningen II · St. Jakob an der Sihl · Greifensee · St. Jakob an der Birs · Erlenbach I · Koblach · Sargans · Wil · Kirchberg · Wolfhalden · Obertoggenburg · Wigoltingen · Erlenbach II · Männedorf · Wollerau · Ragaz
Die Belagerung von Grüningen (1440), auch Erste Belagerung von Grüningen, war ein militärischer Konflikt, der vom 10. November bis zum 16. November 1440 im Verlaufe des Alten Zürichkriegs im heutigen Kanton Zürich ausgetragen wurde. Die Gegner waren auf der einen Seite die Garnison der Stadt Grüningen, auf der anderen Seite Truppen der eidgenössischen Orte.

## Vorgeschichte
Seit 1279 sind Amt und Stadt Grüningen als Habsburger Besitz fassbar. 1314 wurde Graf Friedrich IV. von Toggenburg als Pfleger eingesetzt. Im 14. Jahrhundert wurde die Herrschaft Grüningen von den Habsburgern mehrfach verpfändet, u. a. 1331 an die Herren von Landenberg-Greifensee, 1374 an die Gessler von Meienberg. Ohne Rücksprache und mit Herzog Friedrich IV. und somit gegen den Willen der Habsburger – und auch der Grüninger – verkauften die Brüder Wilhelm und Hermann Gessler die Pfandschaft 1408 aufgrund fortwährender Abwehrkämpfe gegen Zürich an diese Stadt. Nach Konsolidierung der verworrenen politischen Lage im Anschluss an die Eroberung des Aargaus wurde Heinrich Hagnauer 1416 zum Landvogt zur Verwaltung der Herrschaft im Schloss Grüningen eingesetzt und Grüningen wurde fortan als Äussere Vogtei beziehungsweise Landvogtei der Stadt Zürich verwaltet. Diese neuen Rechtsverhältnisse in der Herrschaft Grüningen wurde vom Luxemburger Kaiser Sigismund 1433 bestätigt.
Nach dem für Zürich unglücklich verlaufenen Gefecht am Etzel wurde am 13. Mai 1439 eine Waffenruhe vereinbart, die bis zum 3. April 1440 andauerte. Nach der Rückeroberung Ende Oktober des mit Zürich im Burgrecht stehenden Sarganserlandes durch Schwyz und Glarus für den mit ihnen im Landrecht stehenden Grafen Heinrich II. von Werdenberg-Sargans († ca. 1447) folgte seitens der Eidgenossen und ihrer Verbündeten eine ganze Reihe von Kriegserklärungen an Zürich, die den Krieg ab dem 2. November 1440 zum Ausbruch brachten. Nachdem sich das Heer Zürichs im Treffen bei Pfäffikon am 5. November vorzeitig und kampflos über den Zürichsee in seine Stadt zurückgezogen hatte, wurde das Stadtzürcher Territorium seinem Schicksal überlassen und in den folgenden zwei Wochen von den Gegnern von mehreren Seiten her mit Krieg überzogen.

## Die Belagerung

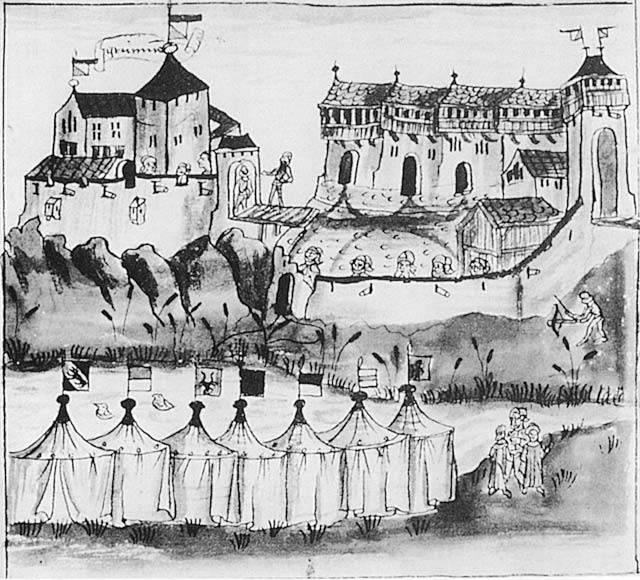
Belagerung vom November 1440 oder Juni 1443

Der Grüninger Vogt Jakob Murer verteidigte mit 40 Mann das Schloss. Er war sich der ungemütlichen Lage durchaus bewusst und sandte einen Boten nach Zürich, um Verstärkung anzufordern und teilte mit, dass Grüningen sich andernfalls Schwyz und Glarus ergeben müsste. Stadtschreiber Michael Stebler (genannt Graf) antwortete, dass in diesem Fall die Zürcher alles, was die Schwyzer und Glarner übrig liessen, verwüsten und verbrennen würden. Der geringe Widerstandswille der Grüninger, die offensichtlich für die wenig beliebten Zürcher den Kopf ohnehin nicht hinhalten wollten, wurde dadurch noch weiter untergraben. Zudem nahm die Angst zu, von den Toggenburgern heimgesucht zu werden, die inzwischen Kyburg belagerten, oder von den Truppen, die noch am 5. November einen Plünderungszug nach Wald unternahmen.
Die Grüninger sandten in dieser Situation die Mitteilung an die in Hurden lagernden Schwyzern, sie möchten herüberkommen und die Huldigung entgegennehmen. Diese reagierten umgehend und berichteten dies an die Schwyzer und Glarner Hauptkontingent in Kilchberg unter den Landammännern Ital Reding und Jost Tschudi, welche 80 Schwyzer und 50 Glarner nach Hurden entsandten, wo diese durch einige Krieger aus der March verstärkt wurden. Dieses Kontingent setzte über den Zürichsee und gelangte nach Rüti, das als Besammlungsort diente. Dort stiessen die Truppen aus der Grafschaft Uznach, dem Gasterland und das 400 Mann starke Aufgebot von Graf Heinrich II. von Werdenberg-Sargans dazu, der Zürich am 11. November den Krieg erklärte. Am Abend dieses Tages liess das inzwischen 1100 Mann starke Heer die Stadt und Herrschaft Grüningen Schwyz und Glarus den Treueeid schwören. Das Städtchen wurde eingeschlossen, die Burg hingegen gehalten. Die in Walenstadt geraubte grosse Zürcher Büchse, die inzwischen nach Schwyz gebracht worden war, wurde für die Belagerung von Grüningen wieder in die March und darauf nach Grüningen verfrachtet.
Am 12. November zogen Schwyzer und Glarner Kriegsknechte vor die Burg Liebenberg, die von Zürich an Rudolf Netstaler verpfändet war. Sie wurde von diesem gegen sicheres Geleit an die beiden Orte übergeben und zerstört.
Petermann von Raron, der mit seinen Toggenburgern Kyburg belagerte, wurde von den Schwyzern und Glarnern um Zuzug gemahnt. Dabei beging er den Fehler, den Grossteil seiner Mannschaft mitzuführen und lediglich 200 Mann zurückzulassen, worauf es 500 Zürchern mit einigen Berittenen unter Führung von Heinrich Schwend gelang, nach Mitternacht Petermanns Verschanzungen vor Kyburg zu überfallen und 40 Toggenburger gefangen zu nehmen. Die übrigen nutzten die nächtliche Dunkelheit zur Flucht. Der Zürcher Bürgermeister Rudolf Stüssi zog mit ebenfalls 500 Mann aus Zürich aus, mit welchen er die Eidgenossen zu schädigen und von Grüningen abzulenken gedachte. Er kam bis Kaltenstein oberhalb Küsnacht, wo er allerdings in einen Hinterhalt geriet, bei dem 7 Krieger gefangen genommen wurden, so dass er sich mit seinem Kontingent nach Zürich zurückzog.
Aufgrund der hoffnungslosen Lage sprach Vogt Jakob Murer, der an einer Backe verwundet worden war, am 16. November schliesslich die Kapitulation aus. Es soll bei der Belagerung kein einziger Schuss gefallen sein. Die Burgbesatzung von Grüningen entging der Gefangennahme, sie erhielt von den Eidgenossen freien Abzug, unter Behaltung der Waffen und sonstigem Eigentum. Die Besitztümer der Stadt Zürich sollten dagegen den Eidgenossen zufallen; dazu gehörten Büchsen, Armbrüste, Pulver und anderes Kriegsgerät, das in die Burg in Pfäffikon verfrachtet wurde.

## Folgen
Die Schwyzer und Glarner verzichteten auf die Abstellung einer eigenen Garnison. Stattdessen wurde die Stadt von den Eidgenossen aufgefordert, eine allfällige Verteidigung selbst zu übernehmen.
Schwyz versuchte, eine Rückkehr der Herrschaft zu Zürich zu verhindern, indem es einen Boten zum am 2. Februar 1440 neu gewählten König Friedrich III. sandte. In dieser Situation forderte dieser, der den Konflikt als Möglichkeit ansah, an die Eidgenossen verlorene Gebiete zurückzuerlangen, am 13. Januar 1441 mittels zweier Mandate die Rückgabe der Herrschaft Grüningen an Habsburg. Er teilte ihnen mit, er habe Bern und Schwyz verboten, sie an andere weiterzugeben und forderte die Grüninger Landleute zum Gehorsam auf. Gleichzeitig teilte er den Städten Winterthur, Rapperswil und St. Gallen mit, dass die Herrschaften Grüningen, Andelfingen, Ossingen, Elgg und Pfäffikon den Zürchern abgenommen worden seien und gebot ihnen, die Grüninger gegenüber ihrer Eidverweigerung gegenüber Zürich zu schützen, bis er selber ins Land komme und seine Dispositionen treffe.
Am 15. Februar 1441 erschien eine Grüninger Delegation vor der Tagsatzung in Luzern; sie beklagten sich über die den herkömmlichen Privilegien widersprechenden Behandlung der Zürcher und äusserten die Bitte, die Eidgenossen mögen sie beim Mandat des Königs schützen. Da die Bevölkerung von Grüningen den Schwyzern und Glarnern huldigte, wollten diese die Herrschaft nicht direkt an Zürich zurückgeben. Daher entschieden die Eidgenossen – entsprechend dem Friedensvertrag – dass die Grüninger und das Freiamt dagegen den Bernern zu huldigen hätten, damit diese die Gebiete an Zürich zurückgeben können. Mit dem «Berner Spruchbrief» vom 17. März 1441 kam das Schloss und die Herrschaft daher erneut an Zürich. Die Eroberungen von Petermann von Raron, der Stadt Wil und «Bös»-Beringer VIII. von Landenberg-Greifensee sollten den Zürchern dagegen direkt zurückgegeben werden.
Nach dem erneuten Kriegsausbruch im Mai 1443 wurde Grüningen erneut belagert.